# 森美恵子
森 美恵子（もり みえこ、1966年（昭和41年）4月13日 - ）は、日本の体操選手。 1988年ソウルオリンピックに出場した。